# Sousceyrac
Sousceyrac foi uma antiga comuna francesa na região administrativa de Occitânia, no departamento de Lot. Estendia-se por uma área de 57,64 km². Em 2010 a comuna tinha 1 361 habitantes (densidade: 23,6 hab./km²).
Em 1 de janeiro de 2016, ela foi incorporada ao território da nova comuna de Sousceyrac-en-Quercy.